# Taggklokrypare
Taggklokrypare (Chthonius ischnocheles) är en spindeldjursart som först beskrevs av Hermann 1804.  Taggklokrypare ingår i släktet Chthonius och familjen käkklokrypare. Enligt den svenska rödlistan är arten nära hotad i Sverige. Arten förekommer i Götaland. Artens livsmiljö är skogslandskap.

## Underarter
Arten delas in i följande underarter:
- C. i. ischnocheles
- C. i. reductus